# Plebania greckokatolicka w Górowie Iławeckim
Plebania greckokatolicka w Górowie Iławeckim – plebania greckokatolickiej parafii Podwyższenia Krzyża Świętego w Górowie Iławeckim, zlokalizowana w południowo-zachodniej części górowieckiego starego miasta (województwo warmińsko-mazurskie). 

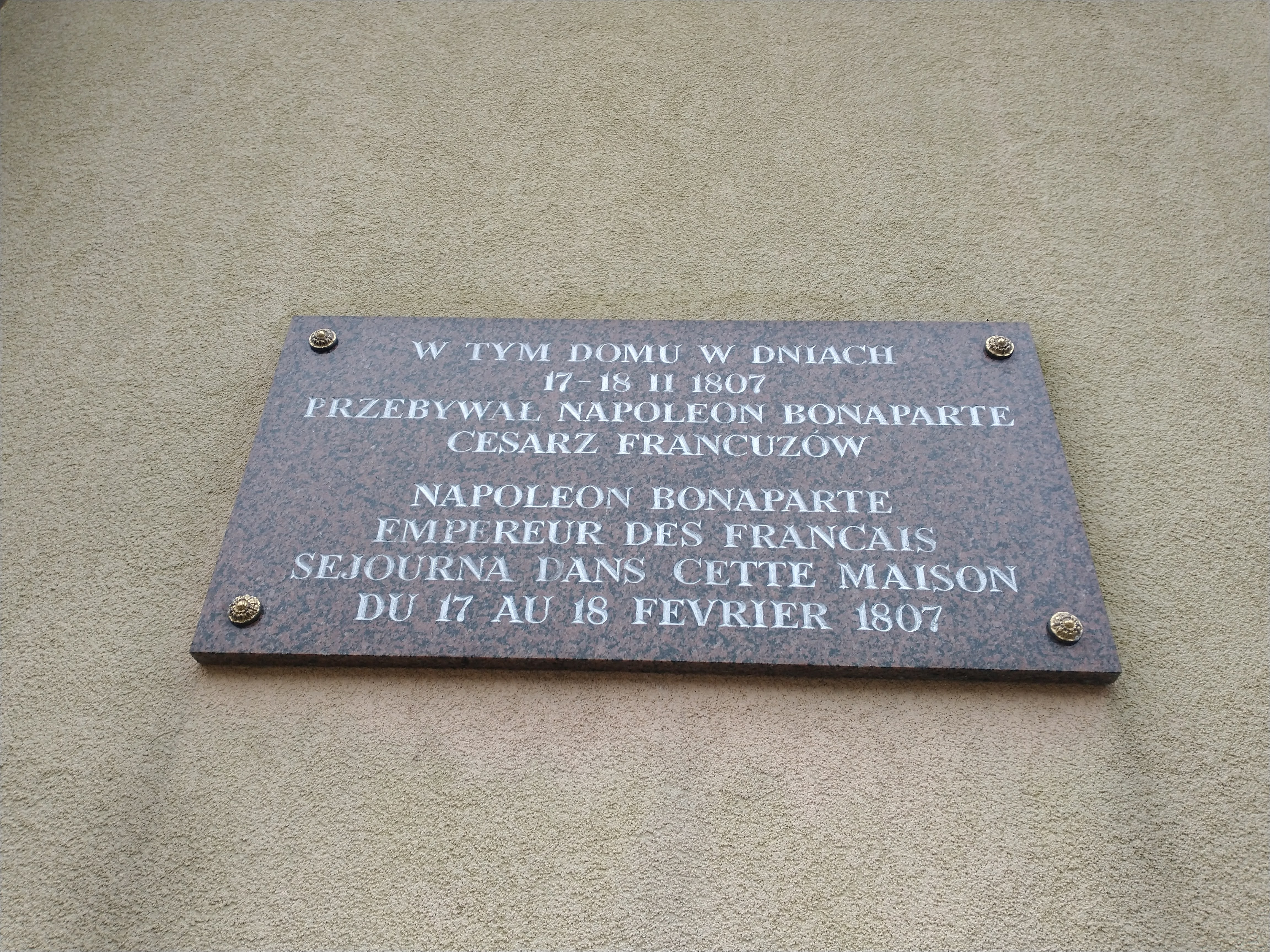
Tablica pamiątkowa

## Historia i architektura
Dwukondygnacyjny, otynkowany obiekt kryty dachem dwuspadowym był w dniach 17–18 lutego 1807 miejscem kwaterowania Napoleona Bonapartego. Miasto wcześniej kilkukrotnie przechodziło z rąk do rąk w trakcie bitwy pod Pruską Iławą, kiedy to Francuzi, pod dowództwem Napoleona walczyli z połączonymi armiami Rosji i Prus dowodzonymi przez generała Levina Augusta Bennigsena. Bitwa ta była częścią kampanii rosyjskiej w wojnie w ramach IV Koalicji Antyfrancuskiej. 
Po 1945 w obiekcie mieściło się przedszkole, a następnie szkoła zawodowa. Potem budynkowi przywrócono funkcję plebanii, tyle że nie ewangelickiej, a greckokatolickiej. 
Pobyt Napoleona upamiętnia tablica umieszczona na elewacji. 